# Trypanosoma pulchra
Trypanosoma pulchra is een soort in de taxonomische indeling van de Euglenozoa. Deze micro-organismen zijn eencellig en meestal rond de 15-40 micrometer groot. Het organisme komt uit het geslacht Trypanosoma en behoort tot de familie Trypanosomatidae. Trypanosoma pulchra werd in 1925 ontdekt door Mackerras & Mackerras.